# نیل در خون
نیل در خون (به عربی: نابليون والمحروسة) نام مجموعه تلویزیونی تاریخی فراوردهٔ سال ۲۰۱۲ در کشور مصر می‌باشد که در اواخر سال ۲۰۱۶ در ایران به روی آنتن رفت. نگارش فیلم‌نامه این مجموعهٔ تلویزیونی از عزت شبلی و کارگردانی آن نیز با شوقی الماجری است.

## درباره سریال
این سریال تاریخی به دوره‌ای از تاریخ مصر می‌پردازد که ارتش فرانسه هنگام پادشاهی ناپلئون به این کشور لشکرکشی کرده و گِردایه‌ای از نبردها میان مردم مصر و فرانسویان را پدید می‌آورد. «نیل در خون» ماه رمضان سال ۲۰۱۲ در مصر و همزمان چند کشور عربی با نام اصلی «نابلئون و المحروسه» روی آنتن شبکه‌های تلویزیونی رفت که در آن فرانسویان برای بدست آوردن و بهره کشی از مصر به این کشور یورش بردند و حتی شهرهایی مانند بولاق را ویران کردند. ستیز مردم مصر در برابر یکی از بزرگ‌ترین نیروهای نظامی جهان در پایان سدهٔ هجدهم و آغاز سدهٔ نوزدهم برای دفاع از استقلال و آزادی یکی از نقاط برجستهٔ تاریخ این کشور به شمار می‌آید که در این سریال به نمایش در آمد.

## بازیگران
لیلا علوی
شریف سلامت
گرگوری کالین
سوسن بدر
آروا گودا
بهاء ثروت
أشرف مصيلحي
فرح يوسف
صبري عبد المنعم
جهاد سعد
محمد مرزبان
أحمد ماهر
عابد فهد
محمد أبو داوود
عبد العزيز مخيون
محمود الجندي
سيف عبد الرحمن
هادي الجيار
أروى جودة
ياسمين رحمي
سهر الصايغ
ناجح نعيم
ناصر عثمان
مجدي بدر
علي منصور
أشرف طلبة
خليل مرسي
حمدي اسماعيل
شريف صبحي
محمد قشطة

## بن مایه
1. ↑  «پخش سریال «نیل در خون» از شبکه افق». باشگاه خبرنگاران جوان.
2. ↑  «درباره سریال مصری شبکه افق روزی که نیل از خون مصریان سرخ شد». جام جم آنلاین.